# 同乐街道 (陆良县)
同乐街道，是中华人民共和国云南省曲靖市陆良县下辖的一个街道办事处。
2013年10月20日，云南省人民政府批复同意撤销中枢镇，设立中枢街道、同乐街道。

## 行政区划
同乐街道下辖以下地区：
新区社区和同乐社区。